# Steven N'Zonzi
Steven Nkemboanza Mike Nzonzi (La Garenne-Colombes, Isla de Francia, 15 de diciembre de 1988) es un futbolista francés que juega como centrocampista en el Stoke City F. C. de la EFL Championship. Fue internacional absoluto con la selección francesa desde 2017, con la que se proclamó campeón del mundo en 2018.

## Trayectoria

### Inicios
Nzonzi comenzó jugando con el Racing Club de France Football. En 1999, se incorporó a la cantera del Paris Saint-Germain, donde debido a su altura, comenzó de delantero y mediapunta. Después de tres años ficha por el CA Lisieux, para recalar más tarde en el Caen, AS Beauvais y finalmente el Amiens SC en 2005.

### Amiens S. C.
Después de militar en la cantera del Amiens SC durante dos temporadas, Nzonzi hizo su debut profesional el 24 de noviembre de 2007,  saliendo desde el banquillo, en un partido de la  Copa de Francia contra el AS Raismes. Fue el 15 de abril de 2008 cuando sale desde el inicio en un partido que acabó en derrota contra el SC Bastia.Al terminar dicha temporada firmó su primer contrato profesional y fue ascendido al primer equipo.
Nzonzi comenzó a jugar como centrocampista defensivo en la temporada 2008-09 y jugó 36 partidos en total. Anotó su primer gol como profesional en la derrota 2-1 contra el R. C. Estrasburgo el 8 de mayo de 2009.Esa temporada el equipo acaba descendiendo al Championnat National, tercera división francesa. Muchos clubes ingleses mostraron interés por el jugador al que muchos llamaron el nuevo Patrick Vieira.

### Blackburn Rovers
El 30 de junio de 2009 ficha por el Blackburn Rovers en un contrato que lo ligaba al club inglés durante 4 años.

### Stoke City
El 31 de agosto de 2012 ficha por el Stoke City por un precio de 4,40 millones de euros.Hizo su debut con el Stoke en un empate 1-1 en casa ante el Manchester City el 15 de septiembre de 2012 y su actuación le valió el MVP. Anotó su primer gol para el club en la derrota sufrida por 2-1 contra el Tottenham Hotspur el 12 de mayo de 2013. Terminó la temporada 2012-13 habiendo jugado 38 partidos, pero una vez que la temporada había llegado a su fin reveló que no estaba contento en el club y entregó una solicitud de transferencia.Su petición fue rechazada por el club.

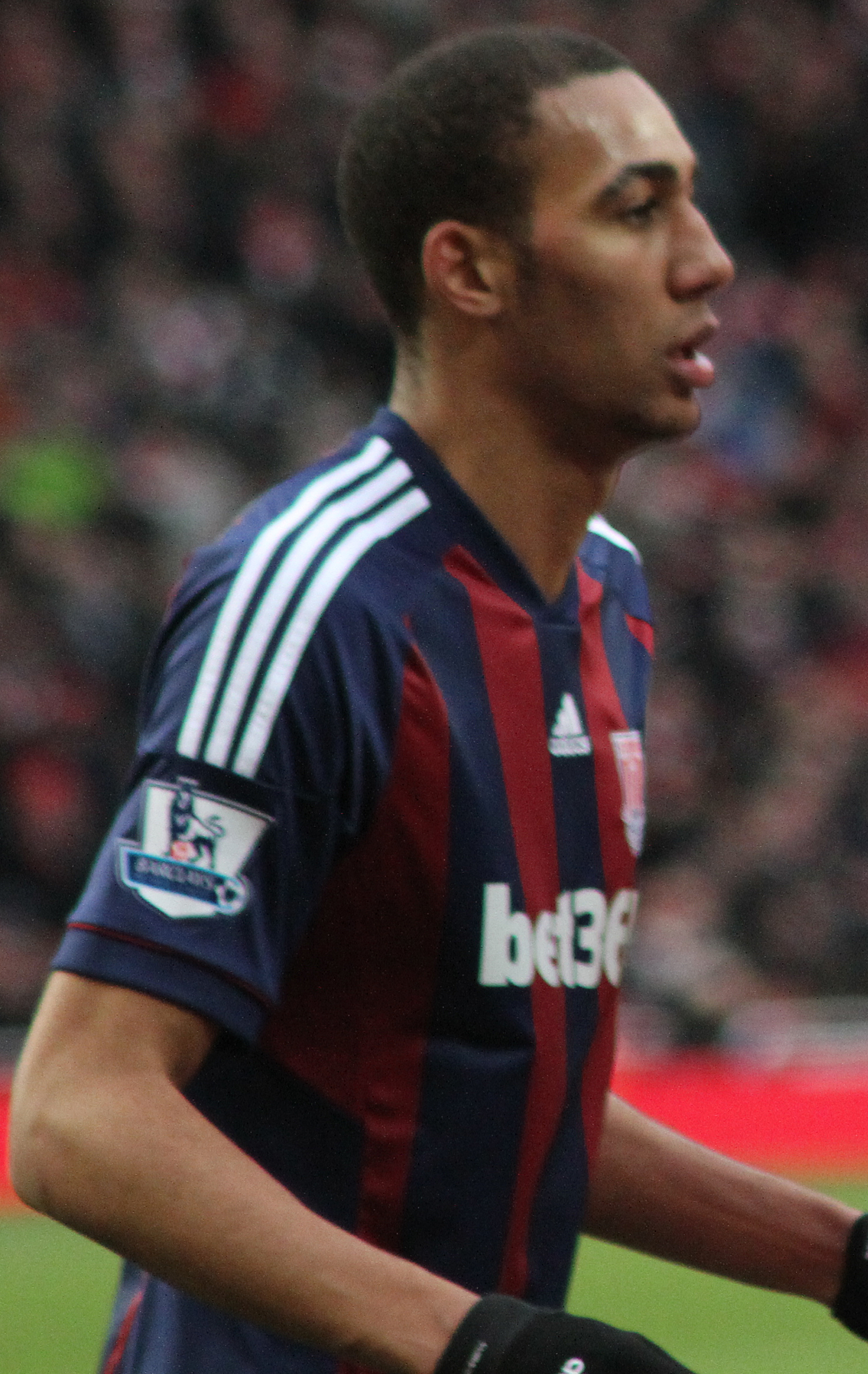
Nzonzi con el Stoke City.

Con Mark Hughes como nuevo entrenador, Nzonzi se quedó la temporada 2013-14.Jugó un total de 40 partidos para Stoke en dicha temporada en la que el equipo terminó en la novena posición. Nzonzi indicó que bajo las órdenes de Mark Hughes era feliz jugando en el Stoke City. Sin embargo, él entregó una solicitud de transferencia por segunda temporada consecutiva. Dicha transferencia al final no se materializó.
En la temporada 2014-15, Nzonzi juega 42 partidos y el Stoke vuelve a terminar en la novena posición del campeonato liguero por segunda temporada consecutiva.Nzonzi consigue su mejor registro goleador en una temporada al conseguir un total de cuatro goles (Southampton, Manchester United, Tottenham Hotspur y en la victoria por 6 a 1 sobre el Liverpool).Las actuaciones de Nzonzi durante la temporada le valió el premio al Jugador del Año en el Stoke City.
En junio de 2015 Nzonzi entraba en su último año de contrato y aunque su entrenador Mark Hughes trató de convencer de llegar a un acuerdo para firmar un nuevo contrato con el club, sus esfuerzos no tuvieron éxito y el club a regañadientes acepta una oferta del Sevilla. En total disputó tres temporadas en el Stoke City, en las que jugó 120 partidos marcando siete goles.

### Sevilla F. C.
El 9 de julio de 2015, Nzonzi firmó su contrato con el Sevilla por una suma récord para el club de aproximadamente £7 millones, luego de tres años en el Stoke City. Nzonzi firmó un contrato por 4 años con el club español, que incluye una cláusula de rescisión de €30 million (£21.5m). El 22 de agosto, debutó en un empate sin goles con el Málaga.
Nzonzi sufrió en un comienzo el intenso calor de Andalucía, y el estilo de juego basado en la posesión del balón y la habilidad técnica, pero en la segunda mitad de la temporada logró adaptarse y ganó junto al Sevilla la final de la UEFA Europa League contra el Liverpool en Basel.
Renovó con el Sevilla F. C. el 30 de enero el 2017 hasta el 30 de junio de 2020 con una cláusula de rescisión de 40 millones de euros. En febrero del mismo año es nombrado mejor futbolista de la LaLiga del mes de enero.

### A. S. Roma
El 14 de agosto de 2018, la A. S. Roma hizo oficial su fichaje por cuatro temporadas a cambio de 26,65 millones de euros más otros 4 en variables.

### Galatasaray
El 16 de agosto de 2019, el Galatasaray SK hizo oficial su llegada como cedido por una temporada.

### Stade Rennais
El 31 de enero de 2020, tras cancelarse su cesión al Galatasaray, fue cedido al Stade Rennais.

### Al-Rayyan Sports Club
El 28 de septiembre de 2021 fichó por el equipo catarí del Al-Rayyan Sports Club.

## Selección nacional
Nzonzi fue convocado por primera vez a la selección sub-21 de Francia por el entrenador Erick Mombaerts, el 1 de octubre de 2009 para los partidos clasificatorios contra Malta y Bélgica. Nzonzi hizo su debut en el partido contra Malta (que terminaría en una victoria francesa 2-0), al ingresar desde el banquillo en el minuto 58. Fue titular en el partido siguiente contra Bélgica, el cual terminó 0-0.
En enero de 2011 fue convocado por la República Democrática del Congo, ya que su padre nació en ese país, pero él no quiso comprometerse con el seleccionado debido a los problemas estructurales que existían a nivel administrativo. Sin embargo, no descartó jugar para Congo en el futuro. En noviembre de 2012 rechazó nuevamente la convocatoria de la selección de Congo.
En agosto de 2016, al contar con más de cinco años de residencia en el Reino Unido, Nzonzi fue contactado por la Football Association para conocer su disposición a ser convocado por la Inglaterra. Sin embargo, su presencia previa en la selección sub-21 de Francia, sumado a que no contaba con 5 años de escolarización antes de los 18 años, lo hicieron inelegible.
En noviembre de 2017, acepta ir convocado por Didier Deschamps con Francia para los amistosos contra Gales y Alemania, debutando ante el país británico.
Fue un relevo habitual en el mediocampo de la selección de Francia durante la Copa Mundial de Fútbol de 2018, y se proclamó campeón del Mundo al derrotar Francia por 4-2 a Croacia en la Final.

## Estilo de juego
Nzonzi juega como centrocampista defensivo y se caracteriza por ser tranquilo y mantener la compostura mientras está en posesión del balón, además de entregar buenos pases. Ha sido comparado con su compatriota Patrick Vieira, tanto en estilo como en las capacidades físicas. Es capaz de cubrir grandes distancias durante un partido.

## Estadísticas

### Clubes
| Club                        | Div.          | Temporada     | Liga  | Liga  | Copas nacionales | Copas nacionales | Copas internacionales | Copas internacionales | Total | Total |
| Club                        | Div.          | Temporada     | Part. | Goles | Part.            | Goles            | Part.                 | Goles                 | Part. | Goles |
| --------------------------- | ------------- | ------------- | ----- | ----- | ---------------- | ---------------- | --------------------- | --------------------- | ----- | ----- |
| Amiens Francia              | 2ª            | 2007–08       | 3     | 0     | 2                | 0                | —                     | —                     | 5     | 0     |
| Amiens Francia              | 2ª            | 2008–09       | 34    | 1     | 2                | 0                | —                     | —                     | 36    | 1     |
| Amiens Francia              | Total         | Total         | 37    | 1     | 4                | 0                | —                     | —                     | 41    | 1     |
| Blackburn Rovers Inglaterra | 1ª            | 2009–10       | 33    | 2     | 5                | 0                | —                     | —                     | 38    | 2     |
| Blackburn Rovers Inglaterra | 1ª            | 2010–11       | 21    | 1     | 3                | 0                | —                     | —                     | 24    | 1     |
| Blackburn Rovers Inglaterra | 1ª            | 2011–12       | 32    | 2     | 2                | 0                | —                     | —                     | 34    | 2     |
| Blackburn Rovers Inglaterra | Total         | Total         | 86    | 5     | 10               | 0                | —                     | —                     | 96    | 5     |
| Stoke City Inglaterra       | 1ª            | 2012–13       | 35    | 1     | 3                | 0                | —                     | —                     | 38    | 1     |
| Stoke City Inglaterra       | 1ª            | 2013–14       | 36    | 2     | 4                | 0                | —                     | —                     | 40    | 2     |
| Stoke City Inglaterra       | 1ª            | 2014–15       | 38    | 3     | 4                | 1                | —                     | —                     | 42    | 4     |
| Stoke City Inglaterra       | Total         | Total         | 109   | 6     | 11               | 1                | —                     | —                     | 120   | 7     |
| Sevilla · España            | 1.ª           | 2015–16       | 28    | 3     | 6                | 1                | 12                    | 0                     | 46    | 4     |
| Sevilla · España            | 1.ª           | 2016–17       | 35    | 2     | 2                | 0                | 10                    | 1                     | 46    | 3     |
| Sevilla · España            | 1.ª           | 2017–18       | 27    | 1     | 7                | 0                | 10                    | 0                     | 44    | 1     |
| Sevilla · España            | Total         | Total         | 90    | 6     | 15               | 1                | 32                    | 1                     | 136   | 8     |
| A. S. Roma · Italia         | 1ª            | 2018–19       | 29    | 1     | 1                | 0                | 8                     | 0                     | 38    | 1     |
| A. S. Roma · Italia         | Total         | Total         | 29    | 1     | 1                | 0                | 8                     | 0                     | 38    | 1     |
| Galatasaray Turquía         | 1ª            | 2019–20       | 10    | 0     | 0                | 0                | 5                     | 0                     | 15    | 0     |
| Galatasaray Turquía         | Total         | Total         | 10    | 0     | 0                | 0                | 5                     | 0                     | 15    | 0     |
| Stade Rennais Francia       | 1ª            | 2020–21       | 38    | 1     | 2                | 0                | 5                     | 0                     | 45    | 1     |
| Stade Rennais Francia       | Total         | Total         | 38    | 1     | 2                | 0                | 5                     | 0                     | 45    | 1     |
| Total carrera               | Total carrera | Total carrera | 399   | 20    | 43               | 2                | 50                    | 1                     | 491   | 23    |

## Palmarés

### Títulos internacionales
| Título                 | Club (*)             | Sede    | Año  |
| ---------------------- | -------------------- | ------- | ---- |
| Liga Europa de la UEFA | Sevilla F. C.        | Basilea | 2016 |
| Copa Mundial de Fútbol | Selección de Francia | Rusia   | 2018 |

(*) Incluyendo la selección.